# Kaspar von Deginck

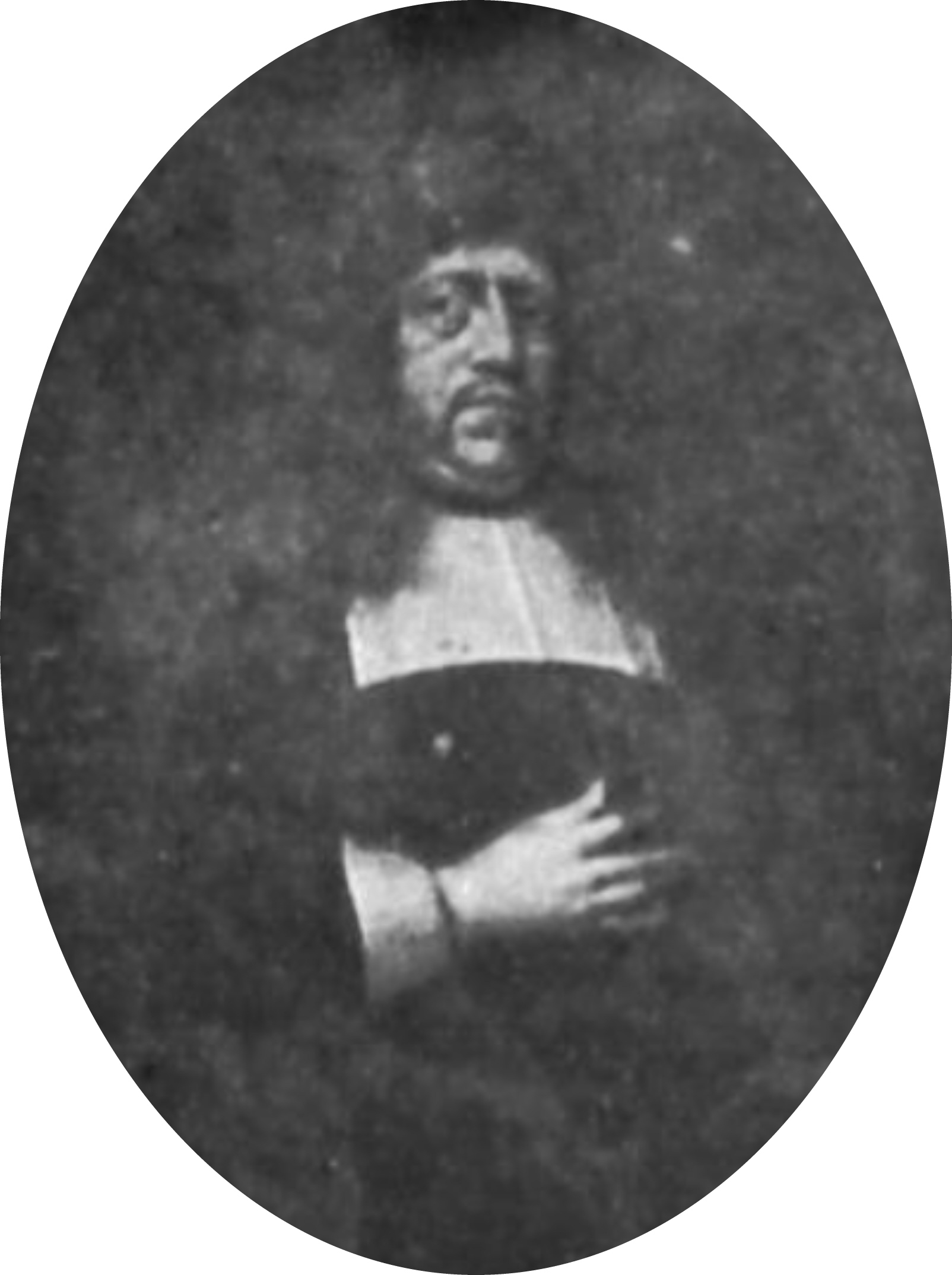
Kaspar von Deginck

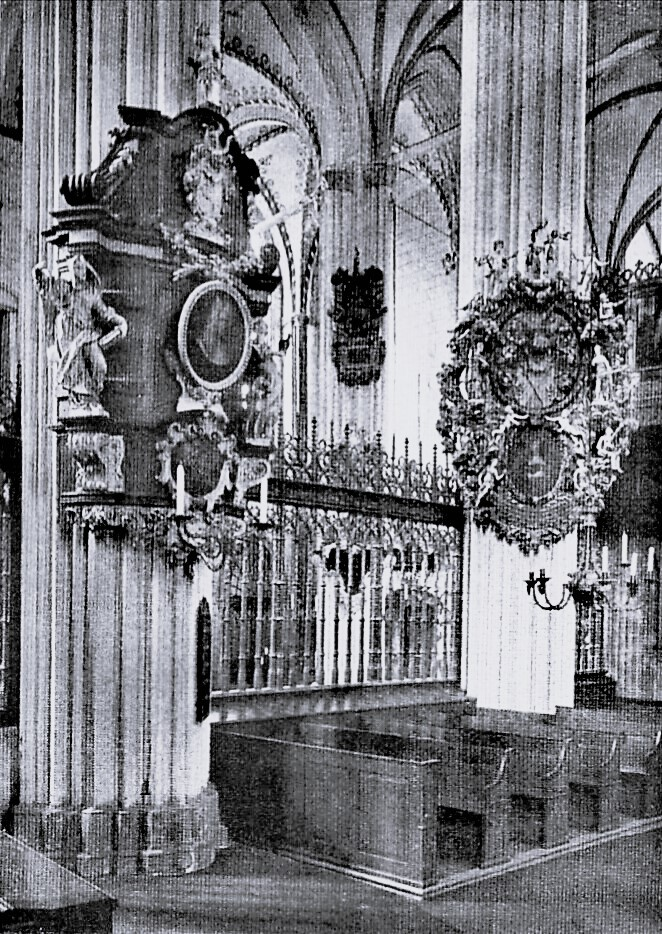
Kaspar von Degincks Epitaph (rechts) im Binnenchor der Lübecker Marienkirche

Kaspar von Deginck, auch Degingk, Deging (* 1614 in Dortmund; † 28. März 1680 in Lübeck) aus dem Adelsgeschlecht Degingk war Ratsherr der Hansestadt Lübeck.

## Leben
Kaspar von Deginck war Sohn des Dortmunder Bürgermeisters Hermann von Deginck, der von Kaiser Ferdinand III. am 14. Juli 1654 bei Vermehrung des Familienwappens in den Ritterstand erhoben worden war. Kaspar von Deginck wurde als Kaufmann in Lübeck 1669 in den Lübecker Rat erwählt.
Er war verheiratet mit Margaretha von Deginck. Seine Tochter Dorothea heiratete 1673 den Lübecker Ratssekretär Christoph Siricius. Zu der Hochzeit komponierte Dietrich Buxtehude Auf, Saiten, auf! (BuxWV 115). Seine Enkel aus dieser Beziehung waren der Pastor Johann Hermann Siricius und der Sekretär der Bergenfahrer Michael Christoph Siricius.
Bei seinem Tod erhielt er 1680 von seiner Familie ein Epitaph im Binnenchor der Lübecker Marienkirche gesetzt, welches beim Luftangriff auf Lübeck 1942 zerstört wurde.
Er fertigte eine Abschrift der Lübeckischen Chronik bis 1610 von Jakob Hübens an, die sich eng an Heinrich Rehbeins Chronik anlehnt.